# موبارا (تشيبا)
مدينة موبارا، (بالإنجليزية: Mobara)‏ هي إحدى المدن التابعة لولاية تشيبا. تأسست رسميًا في 01/04/1952. ويقدر عدد سكانها بـ 93032 نسمة حسب تقدير مكتب الإحصاء الياباني لعام 2012. تبلغ مساحة موبارا 100.01 كم2. بكثافة سكانية تبلغ 930 نسمة/كم2.

## أعلام
- ناوكي كاوانو